# Милутин Јоровић
Милутин Јоровић (?−?) мање је познат драгачевски каменорезац из Живице. Солидан занатлија, активан у првим деценијама 20. века.
Каменорезачком занату се обучавао код Млађена Раковића или неког од његових ученика.
Израдио је већи број надгробника и крајпуташа у свом и околним селима. У камен је уписивао епитафе са опширним животописима покојника:
Споменик Савки Бабић (†1919) (Вича – Љута крушка)
Први споменик у овом гробљу
Овде је сарањена
САВКА
жена Сретена Бабића
из Виче
која је часно поживила 80 год.
а умрла је 2-ог марта 1919
Бог дајој душу опрости
Савка је била добра радница и кућаница.
И није имала порода:
али је имала 4 пасторка и 4 пасторке.
Мушко је оженила а женско је разудала
за живота свога и са свима лепо поживила.
И била је планинка преко 40. година.
Овајој спомен сподигоше
пасторци Велимир и Вамилија
писо Милутин Јоровић